# Yoon Mi-rae
Natasha Shanta Reid (Fort Hood, Texas; 31 de mayo de 1981), más conocida por su nombre coreano Yoon Mi Rae (en hangul, 윤미래; en hanja, 尹未來) o su alias Tasha Reid, es una rapera y cantante coreano-estadounidense de hip hop y R&B. Actualmente es parte del trío de hip hop MFBTY, junto a Bizzy y su esposo Tiger JK, además, es considerada una de las mejores raperas de Corea.

## Biografía
Natasha nació el 31 de mayo de 1981 en Fort Hood, Texas, siendo su madre surcoreana y su padre afroestadounidense. Su padre había sido un DJ cuando sirvió a las Fuerzas Armadas de los Estados Unidos en Corea, y Natasha acredita a la colección de discos de su padre a lo que despertó su amor por la música. Luego de mudarse a Corea de niña, varias veces la discriminaban por su herencia mestiza. Natasha abandonó la secundaria con 15 años de edad, y luego tomó un examen para aprobarla.

## Carrera

### Primeros años y Uptown
Natasha fue descubierta en 1995 cuando acompañó a un amigo a una audición para un nuevo grupo de hip hop surcoreano. Ella misma no audicionó, pero un representante de World Records la escuchó afuera cantando fuera del cuarto de audiciones y la contrató para formar un nuevo grupo llamado Uptown. El grupo debutó en 1997, cuando Natasha tenía 16 años.
Además, en 1999 y bajo el alias de Baby T, formó junto a Annie Lee un dúo de hip hop y R&B, llamado Tashannie. Lanzaron únicamente un álbum, llamado Parallel Prophecys. El grupo ganó popularidad por una canción de este álbum, llamada «Caution (Don't Bother Me)», al ser utilizada en el popular videojuego de simulación de baile Pump it Up.
Uptown se separó en el 2000 luego de que varios miembros fueran arrestados por cargos de drogas. El entonces novio de Yoon, Tiger JK, también fue arrestado y pasó un mes y medio en la cárcel. Natasha estuvo escondiéndose por ese período.

### Carrera en solitario y MFBTY
Natasha debutó como solista en 2001, bajo el nombre de T. Ese mismo año, lanzó su primer álbum de estudio, As Time Goes By, y el siguiente, en 2002, lanzó, respectivamente, su segundo y tercer álbum, Gemini y To My Love. En 2003, lanzó un álbum recopilatorio, titulado Best.
En 2006, se unió a Jungle Entertainment, una discográfica formada por su aún novio Tiger JK. El año siguiente, lanzó el álbum T3 - Yoon Mi Rae, en el cual compartió las dificultadas a las que enfrentaba siendo una artista mestiza en Corea. Ese mismo año, también cantó en Seúl junto a la artista estadounidense Amerie, quien también posee ascendencia coreana-afroestadounidense.
En 2012, Natasha se transformó en la cara de la marca de computadoras Hewlett-Packard en Corea, al firmar un contrato de un año para aparecer en sus comerciales, tanto visuales como de radio. Además, fue jurado en la tercera y cuarta temporada del programa de competición de talentos Superstar K.
En 2013, Natasha, Tiger JK y el rapero Bizzy formaron el trío de hip hip MFBTY, un acrónimo para "My Fans are Better Than Yours" (lit. Mis fanes son mejores que los tuyos). El primer sencillo del grupo, «Sweet Dream», tomó la primera posición en tres listas de música en Corea del Sur después de su lanzamiento, sencillo el cual debutaron en un concierto en Cannes, Francia. Más tarde ese año, MFBTY firmó con la nueva discográfica de Tiger JK, Feel Ghood Music.
En septiembre de 2013, Natasha consiguió el primer puesto en la lista Korea K-Pop Hot 100 de la revista Billboard, con su canción «Touch Love», la cual forma parte de la banda sonora del drama Master's Sun.
En diciembre de 2014, Natasha lanzó el sencillo «Angel», el cual rápidamente llegó al primer puesto en cuatro listas de música en Corea del Sur. También en ese mismo mes reveló que la película estadounidense The Interview utilizó su canción «Pay Day» sin permiso, y que tomaría acciones legales.

## Vida privada
Natasha habla fluídamente el coreano y el inglés.
En junio de 2007, Yoon Mi Rae se casó con el rapero Tiger JK en una ceremonia privada en un templo budista. La ceremonia ocurrió un mes antes del fallecimiento de la abuela de JK, quien quería verlos casarse antes de morir. Natasha dio a luz a su hijo, Jordan, en marzo de 2008.
Natasha y su esposo son defensores contra el abuso infantil. En 2011, aparecieron en una sesión de fotos con su hijo en Vogue Korea para la campaña "Stop Child Abuse & Love Children". También filmaron un anuncio para el Día Mundial para la Prevención del Abuso infantil, y se presentaron en el 2011 Child Abuse Awareness Concert. En 2012, el ministro de Salud y Bienestar de Corea del Sur elogió a la pareja por sus esfuerzos promoviendo la prevención del abuso infantil.
Natasha también promovió la toma de conciencia del multiculturalismo dentro de las familias coreanas. En 2008, hizo trabajo de voluntariado por siete meses en un campamento de jóvenes multicultural.

## Discografía

### Álbumes de estudio
| Año  | Título          | Publicación            | Sello                     | Formato              |
| ---- | --------------- | ---------------------- | ------------------------- | -------------------- |
| 2001 | As Time Goes By | 21 de agosto de 2001   | World Music Entertainment | CD, descarga digital |
| 2002 | Gemini          | 4 de mayo de 2002      | World Music Entertainment | CD, descarga digital |
| 2002 | To My Love      | 5 de diciembre de 2002 | World Music Entertainment | CD, descarga digital |
| 2007 | Yoon Mi Rae     | 23 de febrero de 2007  | Jungle Entertainment      | CD, descarga digital |

### Álbumes recopilatorios
| Año  | Título | Publicación         | Sello     | Formato |
| ---- | ------ | ------------------- | --------- | ------- |
| 2003 | Best   | 25 de abril de 2003 | DMR Korea | CD      |

### Sencillos
| N.º  | Título                                               | Duración |  |
| 1.   | «Baby Bye Bye»                                       | 3:25     |  |
| 2.   | «Word Game» (문자놀이, Munjanori; con Drunken Tiger) | 4:10     |  |
| 7:35 |                                                      |          |  |

| N.º  | Título                                                           | Duración |  |
| 1.   | «Please Don't Go...» (떠나지마..., Tteonajima)                   | 3:40     |  |
| 2.   | «Please Don't Go...» (Instrumental Ver. 떠나지마..., Tteonajima) | 3:38     |  |
| 7:18 |                                                                  |          |  |

| N.º   | Título                                        | Duración |  |
| 1.    | «Get it In» (con Tiger JK & Jung In)          | 4:20     |  |
| 2.    | «Get it In» (English Ver. con Smokey Robotic) | 4:20     |  |
| 3.    | «Get it In» (Instrumental Ver.)               | 4:20     |  |
| 13:00 |                                               |          |  |

| N.º | Título                         | Duración |  |
| 1.  | «Angel» (con Tiger JK y Bizzy) | 4:20     |  |

| N.º | Título                               | Duración |  |
| 1.  | «#Capture The City» (con Boys Noize) | 3:04     |  |

| N.º | Título                                              | Duración |  |
| 1.  | «This Love» (사랑이 맞을거야; Sarangi Majeul Geoya) | 3:30     |  |

| N.º  | Título                                                              | Duración |  |
| 1.   | «How Are You?» (잘 지내고 있니, Jal Jinaego Inni; con Punch)        | 3:48     |  |
| 2.   | «How Are You?» (Instrumental Ver. 잘 지내고 있니, Jal Jinaego Inni) | 3:48     |  |
| 7:36 |                                                                     |          |  |

| N.º | Título           | Duración |  |
| 1.  | «Because of You» | 3:25     |  |

| N.º   | Título                                                                | Duración |  |
| 1.    | «JamCome on Baby» (잠깐만 Baby, Jamkkanman Baby)                      | 3:59     |  |
| 2.    | «JamCome on Baby» (English Ver. 잠깐만 Baby, Jamkkanman Baby)         | 4:06     |  |
| 3.    | «JamCome on Baby» (Smells & Reno Remix. 잠깐만 Baby, Jamkkanman Baby) | 3:30     |  |
| 11:35 |                                                                       |          |  |

## Con otros artistas
- [1999.08.24] Cho PD - In Stardom Version 2.0 (#1 Naui Raim Yeonseupjang (Intro) (feat. Yoon Mi Rae a.k.a. Tasha))
- [2000.09.06] CBMASS - Nachimban (#16 Bulkkoch (feat. t))
- [2002.10.04] Chae Rina - The First Step (# 7 Saddist (feat. t & Bubble Sisters))
- [2003.05.12] Kim Jin Pyo - JP4 (#7 Ppeongkki Club (feat. Yoon Mi Rae))
- [2003.11.18] Asoto Union - Sound Renovates A Structure (#7 Blow Ma Mind (feat. t))
- [2003.12.11] Eun Ji Won - G1-03 (#7 Mundeug (feat. Yoon Mi Rae))
- [2004.03.16] Ann - Phoenix Rising (#1 Triple X (feat. t))
- [2004.08.06] Bobby Kim - Beats Within My Soul (#4 It's Alright, It's Allgood (feat. t), #11 Na Gateun Namja (feat. t))
- [2005.01.17] BMK - Soul Food (#9 LOVE VIRUS (feat. t))
- [2005.06.09] Kil Gun - G-Style (#3 Geonmangjeung (feat. t (Yoon Mi Rae)))
- [2005.10.07] Lovers in Prague OST (#3 Apeumi Sarajinhu)
- [2005.10.26] Dynamic Duo - Double Dynamite (#12 Love Is (feat. t))
- [2006.01.10] Park Seon Joo - A4rism (#16 Yeo 3 (feat. t))
- [2006.07.10] PSY - Ssa Jip (#11 Jugeun Siinui Sahoe (feat. Dynamic Duo, Drunken Tiger, Tasha))
- [2006.07.13] Yang Dong Geun - Geoul (#4 Run (feat. t), #7 Respect (feat. t), #12 Hongkong Gaja (chorus t), #18 Sopung Gaja (chorus t))
- [2006.07.14] Chelsia Chan - One Summer Night (#1 One Summer Night (Hip-Hop ver.) (feat. Drunken Tiger, t))
- [2006.07.24] Paloalto & The Quiett - Supremacy (#11 Life Goes On (feat. t))
- [2006.12.13] TBNY - Prosack (#7 illusion (feat. t))
- [2007.12.10] Bad Love OST (#4 Mareobsi Uldeorado)
- [2007.05.02] Sunwoo Ga Ram - Final Chapter (#2 Eomji Songarag (feat. t))
- [2007.08.31] Kim Jo Han - Wonderful (#1 Wonderful (Duet Yoon Mi Rae))
- [2007.09.05] Drunken Tiger - Sky is the Limit (#8 Naega Sirta (feat. t))
- [2007.11.16] Park Jin Young - Back to Stage (#11 Eotgallyeosseo (feat. t))
- [2007.12.13] The Quiett - The Real Me (#13 Love People, Love Music (feat. t))
- [2008.06.27] Bizzy - Bizzionary (#5 Day & Night (feat. t Yoon Mi Rae))
- Lena Park - 10 Ways to Say I Love You (#4 Na Gateun Saram Neo Gateun Saram (feat. Yoon Mi Rae))
- [2009.06.29] Drunken Tiger - Feel gHood Muzik: The 8th Wonder (#8 True Romance (feat. Yoon Mi Rae))
- [2009.07.13] Olympic Duet Song Festival (#1 Let's Dance (Future Liger (Yoo Jae Suk, Tiger JK, Yoon Mi Rae)))
- [2009.07.14] Supreme Team - Supreme Team Guide to Excellent Adventure (#3 Naman Moreuge (feat. Yoon Mi Rae))'
- [2009.12.09] Planet Shiver - Momentum (#5 Momentum (Da Planet Shiva mix) (feat. Yankie, MIK, Yoon Mi Rae, Dok2, Double K))
- [2010.04.20] Paloalto - Lonely Hearts (#7 Positive Vibes (feat. Yoon Mi Rae))
- [2011.07.24] Drunken Tiger - Duduru Wabaru (#1 Duduru Wabaru (Korean Ver.) (feat. Yoon Mi Rae, Bizzy))
- [2011.08.25] Leessang - AsuRa BalBalTa (#3 TV Reul Kkeonne... (feat. Yoon Mi Rae, Kwon Jeong Yeol of 10cm))
- [2011.10.28] DJ Koo - 2011 MAMA -Music Makes One- (#1 Music Makes One (feat. Yoon Mi Rae))